# Meghan Oberholzer
Meghan Deonn Oberholzer (* 14. Juni 1995 in Durban) ist eine südafrikanische Schauspielerin und Model.

## Leben
Oberholzer besuchte das Durban Girls’ College, das sie 2013 verließ. Seit ihrem vierten Lebensjahr tanzt sie und begann ab 2014 in Kapstadt eine Ausbildung zur professionellen Balletttänzerin, die sie aufgrund einer Verletzung nicht beenden konnte. Sie ist bei der Agentur Fusion Model Management unter Vertrag und als Model tätig. Ihre Ausbildung zur Schauspielerin machte sie am ACT Cape Town. Ihr Leinwanddebüt gab sie 2016 im Kurzthriller Sinner. 2017 trat sie in der romantischen Sportkomödie Girls United – Der große Showdown in einer Nebenrolle in Erscheinung.
In der deutschen Fernsehfilmproduktion Liebe auf den ersten Trick spielt sie an der Seite von Dieter Hallervorden und Veronica Ferres. Im Fernsehfilm 6-Headed Shark Attack von The Asylum verkörpert sie die Rolle der Sarah. In Cut-Out Girls ist sie in der Rolle der Leigh Graves zu sehen. Der Film wurde beim Silwerskerm Film Festival in Kapstadt und im selben Jahr beim Cape Town International Film Festival uraufgeführt. 2019 spielte sie die Umweltschützerin Susan Meyerhold im Film Monster Island – Kampf der Giganten. 2020 übernahm sie eine Episodenrolle in der Fernsehserie American Monster. 2021 stellte sie im Fernsehfilm Love, Lies and Hybrids neben Shamilla Miller und Alexander Maniatis eine der drei Hauptrollen dar.

## Filmografie (Auswahl)
- 2016: Sinner (Kurzfilm)
- 2016: Choke (Kurzfilm)
- 2017: Girls United – Der große Showdown (Bring It On: Worldwide #Cheersmack)
- 2018: Liebe auf den ersten Trick (Fernsehfilm)
- 2018: 6-Headed Shark Attack (Fernsehfilm)
- 2018: Cut-Out Girls
- 2019: Monster Island – Kampf der Giganten (Monster Island)
- 2020: American Monster (Fernsehserie, Episode 5x06)
- 2021: Grow (Fernsehserie, 3 Episoden)
- 2021: Love, Lies and Hybrids (Fernsehfilm)